# Do It Yourself (album)
Do It Yourself è il primo album in studio della band alternative rock Seahorses. Fu pubblicato nel maggio 1997 dalla Geffen Records.

## Riscontro
Il disco, che rimase l'unico pubblicato dal gruppo, entrò nella classifica britannica degli album al secondo posto e divenne disco di platino, vendendo oltre 300 000 copie nel solo Regno Unito. Tre furono i singoli estratti dall'album: Love Is the Law (3º posto nella Official singles chart), Blinded by the Sun (7°) e Love Me and Leave Me (16°), scritta con Liam Gallagher degli Oasis. I lettori della rivista NME lo votarono quarto miglior album del 1997, quelli della rivista Guitarist decimo miglior disco dell'anno.
A supporto del disco i Seahorses tennero un breve tour britannico, sostenuti come gruppo spalla dagli statunitensi Third Eye Blind. I Seahorses fecero a loro volta da supporto ai tour di Rolling Stones, U2 e Oasis.

## Tracce
Tutti i pezzi sono opera di John Squire, dove non specificato diversamente.
1. I Want You to Know – 4:52 (Chris Helme, Stuart Fletcher)
2. Blinded by the Sun – 4:39 (Helme)
3. Suicide Drive – 3:31
4. Boy in the Picture – 2:54
5. Love Is the Law – 7:43
6. Happiness is Egg-Shaped – 3:45
7. Love Me and Leave Me – 3:55 (Squire, Liam Gallagher)
8. Round the Universe – 3:45
9. 1999 – 3:25
10. Standing on Your Head – 4:39
11. Hello – 2:22 (Helme)

## Formazione
- Chris Helme - voce, chitarra folk, seconde voci
- John Squire - chitarra
- Stuart Fletcher - basso
- Andy Watts - batteria, seconde voci
- Lili Hayden - violino
- Tony Visconti - mellotron, tambura, theremin